# Балма (Росія)
Ба́лма (рос. Балма) — присілок у складі Сюмсинського району Удмуртії, Росія.

## Населення
Населення — 106 осіб (2010; 154 в 2002).
Національний склад (2002):
- удмурти — 90 %

## Історія
Неподалік присілка знаходиться стародавнє городище Балминське I єманаєвської культури.

## Урбаноніми[3]
- вулиці — Балминська